# Anomala mascula
Anomala mascula är en skalbaggsart som beskrevs av Carsten Zorn 2005. Anomala mascula ingår i släktet Anomala och familjen Rutelidae. Inga underarter finns listade i Catalogue of Life.